# Jubiabá
Jubiabá (pronunciación en portugués: /ʒubjaˈba/: ) es una novela modernista brasileña escrita por Jorge Amado en 1935. Esta obra dio a Amado una reputación internacional, siendo elogiada por Albert Camus como “un magnífico y cautivador” libro.
El libro fue empezado en 1934 en Conceição da Feira en Bahía, cuándo Jorge Amado tenía a penas 22 años. Jubiabá estuvo completado en Río de Janeiro el año siguiente. Algunos de los personajes de sus trabajos más tardíos hacen su primera aparición aquí, como los marineros Guma y Maestro Manuel, quienes aparecen en Mar de Muerte. Asimismo, la Tienda de Milagros se publicó en 1969, un texto donde se retrabajaron varios temas tratados por primera vez en Jubiabá.

## Trama
La novela cuenta una historia de amistad entre un joven negro pobre de Salvador de Bahía, Antonio Balduino, y un sacerdote de candomblé - Pai de Santo -, llamado Jubiabá. Después de la muerte de su tía enferma mental cuando  era un chico, Balduino fue enviado a trabajar con una familia blanca y rica. Después de un tiempo, tiene que huir cuando es injustamente acusado de violentar a Lindinalva, la hermosa hija de sus patrones. Desde entonces Balduino  pasa el resto de su juventud en libertad como miembro de una pandilla de niños de calle, lo cual anticipa la posterior novela de Amado Capitanes de Arena. Posteriormente,  Balduino se convierte en un boxeador exitoso pero, deprimido después de su primera derrota, abandona Salvador y comienza a trabajar en una plantación de tabaco. Ahí fue forzado a huir nuevamente cuándo casi asesina un colega trabajador. A su regreso a Salvador, sorprendentemente se reencuentra con Lindinalva, quien por causa de la bancarrota de su padre, es ahora una prostituta. En su lecho de muerte ella le confía su hijo a él. Por ello Balduino se vuelve trabajador portuario pero su implicación en una huelga general le ocasiona un conflicto con su viejo amigo Jubiabá, pues considera que el pai de santo no apoya lo suficientemente la huelga.

## Temas
Jubiabá examina la cultura afro-brasileña del estado de Bahía, con mucho énfasis en el candomblé y la "macumba". Trata también el tema del desarrollo de la consciencia política entre la clase obrera, lo que es una continuidad de novelas más tempranas de Amado como Cacau y Sudor. Al igual que en estos últimos dos, la tensión política tiende a ser diluida por la manera sentimental en que describe la pobreza.

## Legado
Jubiabá fue la base para el filme de 1986 del mismo nombre, escrito y dirigido por Nelson Pereira dos Santos. Además de la película, fue adaptado a una telenovela radiofónica en la década de 1940, así como existieron varias adaptaciones de teatro en las décadas de los 60s y 70s. La historia también ha aparecido en formato de cómic.